# Пульс (фільм, 2021)
«Пульс» — українська повнометражна спортивна драма режисера  Сергія Чеботаренка, заснована на реальній історії української спортсменки, легкоатлетки, Паралімпійської чемпіонки 2008 року, п'ятикратної срібної та бронзової призерки літніх Паралімпійських ігор 2008, 2012 і 2016 років — Оксани Ботурчук.
Кінофестивальна міжнародна прем'єра стрічки відбулася 29 січня 2021 року на американському кінофестивалі Flathead Lake International Cinemafest. Кінопрокатна українська прем'єра стрічки відбулася 22 липня 2021 року.

## Синопсис
Юна українська легкоатлетка живе в малесенькому містечку та має велику мрію — потрапити на Олімпійські ігри. Її спортивна кар'єра тільки починається, та вона демонструє хороші результати. Але внаслідок жахливої автомобільної аварії дівчина зазнає важких травм і майже втрачає зір. Здається, що тепер Оксана не має шансів не тільки на омріяні Олімпійські ігри, але й на нормальне життя. Проте вона не збирається здаватися та прагне довести: на шляху до справжньої мрії не існує перешкод.

## У ролях
У зйомках фільму беруть участь:
- Наталія Бабенко — Оксана
- Вікторія Левченко — Олена, сестра Оксани
- Наталія Доля — мати
- Олександр Кобзар — батько
- Станіслав Боклан — тренер Віталій Сорочан
- Лілія Ребрик — тренер Ірина
- Ахтем Сеітаблаєв — лікар
- Роман Ясіновський — Дмитро
- Максим Самчик — Макс
- Сергій Лузановський — Сергій
- Дар'я Баріхашвілі — Ганна
- Роман Чорний — ведучий спортивних програм

## Епізоди
- Сергій Кисіль — Журналіст

## Виробництво

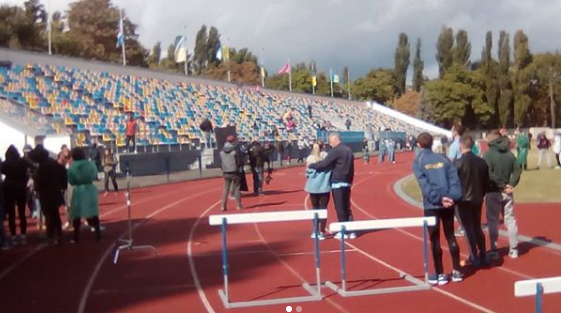

Зйомки стрічки стартували в Києві в березні 2019 року. Другий блок зйомок тривав у липні 2019 року. Завершальний, третій, блок фільмування відбувся у вересні 2019 року.
Окрім фільмування павільйонних сцен на кіностудії Film.ua у Києві, основним місцем натурального знімання стало місто Українка Київської області; окрім цього, також фільмувалися спортивні сцени в Борисполі, у Броварах (стадіон «Спартак») та в Києві (стадіони НСК «Олімпійський» на Печерську та «Піонер» на Нивках).
Активну участь у роботі над проєктом брала Оксана Ботурчук. Спортсменка консультувала авторів Ярослава Войцешека та Максима Черниша під час написання сценарію, а також працювала з акторами та знімальною групою, щоб максимально точно відтворити реальні тренування професійних спортсменів, а також нюанси, пов'язані з моторикою та поведінкою людини, яка частково втратила зір. Наталія Бабенко, яка грає роль Оксани Ботурчук, під час зйомок фільму консультувалася з тренерами з бігу та займалася у спортзалі, щоб напрацювати відповідну фізичну форму та краще розумітися на біговому спорті.

## Кошторис
У червні 2018 року проєкт фільму «Пульс» брав участь у конкурсі Мінкультури на надання державної фінансової підтримки фільмам патріотичного спрямування та став одним із його переможців. Тоді зазначалося, що загальний кошторис фільму складає ₴31.2 млн грн, у держави творці просили 50% - ₴15.6 млн грн. Крім цього, у 2020 році Держкіно виділило 400 тис. грн на промокампанію фільму перед українським кінопрокатом.

## Реліз

### Кінофестивальний реліз
Кінофестивальна міжнародна прем'єра стрічки  «Пульс» відбулася 29 січня 2021 року на американському кінофестивалі Flathead Lake International Cinemafest; на цьому фестивалі стрічка отримала 4 номінації та 2 перемоги. Згодом фільм також було представлено 31 травня 2021 року на Nice International Film Festival Online (NIFF), що проходив онлайн з 31 травня по 4 червня 2021 року у французькому місті Ніцца й де фільм здобув Jury Award, а також 9 вересня 2021 року на Richmond International Film Festival (RIFF).
Кінофестивальна українська прем'єра стрічки «Пульс» відбулася 2 червня 2021 року у рамках позаконкурсної програми українських прем’єр на кінофестивалі «Молодість».

### Кінопрокатний реліз
У широкий український кінопрокат стрічка мала вийти 19 березня 2020 (дистриб'ютор MMD UA), але 11 березня 2020 творці фільму перенесли реліз на пізнішу дату через запровадження всеукраїнського карантину у зв'язку з пандемією у світі коронавірусу.
Кінопрокатна прем'єра в Україні відбулася 22 липня 2021. Також змінився прокатник: замість збанкрутілої через COVID-19 компанії MMD UA (підрозділ мережі кінотеатрів Multiplex) прокатником стрічки в Україні стала Kinomania.

### Реліз на телебаченні
Телевізійна прем'єра відбулася 29 серпня 2021 року на телеканалі 1+1.